# Thelotrema bicinctulum
Thelotrema bicinctulum är en lavart som beskrevs av Nyl. Thelotrema bicinctulum ingår i släktet Thelotrema och familjen Graphidaceae.   Inga underarter finns listade i Catalogue of Life.